# Macintosh IIvi
De Macintosh IIvi is een computer die ontwikkeld en verkocht werd door Apple Computer van oktober 1992 tot februari 1993. De IIvi werd ook als Macintosh Performa 600 aangeboden van september 1992 tot oktober 1993.
De IIvi kwam samen met de IIvx op de markt maar had een tragere CPU (16 MHz in plaats van 32 MHz) en geen FPU. Het is het enige model in de Macintosh II-familie dat ook als Performa verkocht werd.
De Performa 600-modellen werden voorgesteld op 14 september, maar de leveringen startten pas in oktober samen met de introductie van de IIvi en IIvx. De Performa's hadden wel een 68030 CPU op 32 MHz en werden standaard geleverd met een Apple Extended Keyboard II en een microfoon.
Vier maanden na zijn introductie werd de IIvi alweer stopgezet, toen de Centris 650 aan een vergelijkbare prijs werd geïntroduceerd.

## Specificaties
|                             | IIvi                               | Performa 600           | Performa 600CD         |              |
| --------------------------- | ---------------------------------- | ---------------------- | ---------------------- | ------------ |
| Processor                   | Motorola 68030, 16 MHz             | Motorola 68030, 32 MHz | Motorola 68030, 32 MHz |              |
| Systeembussnelheid          | 16 MHz                             | 16 MHz                 | 16 MHz                 |              |
| ROM-grootte                 | 1 MB                               | 1 MB                   | 1 MB                   |              |
| Databus                     | 32 bit                             | 32 bit                 | 32 bit                 |              |
| RAM-type                    | 4× 30-pin SIMM                     | 4× 30-pin SIMM         | 4× 30-pin SIMM         |              |
| Standaard RAM-geheugen      | 4 MB                               | 4 of 5 MB              | 5 MB                   |              |
| Maximum RAM-geheugen        | 68 MB                              | 68 MB                  | 68 MB                  |              |
| Videogeheugen               | 512 kB                             | 512 kB                 | 1 MB                   |              |
| Standaard harde schijf      | 40, 80, 160 of 400 MB (SCSI)       | 160 MB (SCSI)          | 160 MB (SCSI)          |              |
| Standaard optische schijf   | geen (optionele AppleCD 2× CD-ROM) | geen                   | AppleCD (2× CD-ROM)    |              |
| Standaard diskettestation   | 3,5 inch, 1440 kB                  | 3,5 inch, 1440 kB      | 3,5 inch, 1440 kB      |              |
| Uitbreidingssleuven         | 1 PDS, 3 NuBus                     | 1 PDS, 3 NuBus         | 1 PDS, 3 NuBus         |              |
| Type batterij               | 3,6 volt Lithium                   | 3,6 volt Lithium       | 3,6 volt Lithium       |              |
| Ondersteunde systeemversies | 7.1 - 7.6.1                        | 7.1P - 7.6.1           | 7.1P - 7.6.1           | 7.1P - 7.6.1 |
| Afmetingen (l×b×h)          | 41,9 × 33,0 × 15,2 cm              | 41,9 × 33,0 × 15,2 cm  | 41,9 × 33,0 × 15,2 cm  |              |
| Gewicht                     | 11,3 kg                            | 11,3 kg                | 11,3 kg                |              |
| Jaartal                     | 10/1992 tot 02/1993                | 09/1992 tot 10/1993    | 09/1992 tot 10/1993    |              |

Uit productie: 1984: Macintosh 128K, Macintosh 512K · 1985: Macintosh XL · 1986: Macintosh Plus · 1987: Macintosh II, Macintosh SE · 1988: Macintosh IIx · 1989: Macintosh SE/30, Macintosh IIcx, Macintosh IIci, Macintosh Portable · 1990: Macintosh IIfx, Macintosh Classic, Macintosh IIsi, Macintosh LC serie · 1991: Macintosh Quadra 700, Macintosh Quadra 900, Apple PowerBook · Macintosh Classic II · 1992: Macintosh IIvx, Macintosh Quadra 950, PowerBook Duo, Macintosh Performa serie · 1993: Macintosh Centris serie, Macintosh Color Classic, Macintosh TV · Apple Workgroup Server · 1994: Power Macintosh · 1997: Power Macintosh G3, PowerBook G3, Twentieth Anniversary Macintosh · 1998: iMac · 1999: iBook, Power Mac G4 · 2000: Power Mac G4 Cube · 2001: PowerBook G4 · 2002: eMac, iMac G4 · 2003: Xserve, Power Mac G5 · 2004: iMac G5 · 2005: Mac mini · 2006: MacBook · 2015: MacBook (Retina) · 2017: iMac Pro

Huidige modellen: MacBook Air, MacBook Pro, iMac, Mac mini, Mac Studio, Mac Pro